# 华沙条约 (1920年)
《华沙条约》（波蘭語：Umowa warszawska）是1920年4月21日波兰第二共和国和乌克兰人民共和国签署的条约，波兰承认乌克兰人民共和国独立，乌克兰向波兰提供军事支持，承认茲布魯奇河为波兰-乌克兰边界。